# Henri Simon
Henri Simon Dautreville (fl. XIX secolo) è stato un drammaturgo e librettista francese.

## Biografia
Ha iniziato come stampatore a Parigi. Il suo contributo al teatro francese è costituito da molte pièces, spesso frutto di collaborazioni (con Emmanuel Théaulon, Pierre Carmouche, Ferdinand Laloue ecc.); è autore di almeno un libretto, Les Invalides, ou Cent ans de gloire, redatto con due colleghi e musicato da Alexandre Piccinni.

## Opere
- 1806: Les Quatre Henri ou le Jugement du meunier de Lieursaint, vaudeville in 1 atto, con Michel Dieulafoy e Nicolas Gersin;
- 1809: Ode sur la mort du maréchal duc de Montebello, in-8°, 7 p.;[1]
- 1810: L'Auberge dans les nues, ou le Chemin de la gloire, piccola rivista di alcune grandi pièces, in 1 atto e in vaudevilles, con Dieulafoy e Gersin;
- 1810: La Famille des Cendrillons, ou Il y en aura pour tout le monde, folie-parodie in 1 atto, musica arrangiata da Simonnet;
- 1811: Les Petits Caquets, prologo esplicativo di "La soeur de la Miséricorde", in 1 acte e in vaudevilles, con Philibert Rozet;
- 1811: Les Sabines de Limoges, ou l'Enlèvement singulier, vaudeville eroico in 1 atto, parodia  di L'Enlèvement des sabines, con Maurice Ourry;
- 1811: La Comédie impromptu, commedia in 1 atto et in prosa;
- 1811: La Comète, folie-vaudeville in 1 atto;
- 1812: Le Faux Duel, ou le Mariage par sensibilité, commedia in 1 atto e in vaudevilles, con Emmanuel Théaulon, a Lione, e ripresa a Parigi nel 1816;
- 1813: Le Soirée anglaise ou le Mariage à la course, vaudeville in 1 atto;
- 1813: Les Étrennes forcées, ou Ah! mon habit, que je vous remercie!, vaudeville in un atto, con Alexandre-Marie Maréchalle;
- 1815: Ninon, Molière et Tartuffe, comédie-vaudeville in 1 atto;
- 1816: Cadet Roussel dans l'île des Amazones, melodramma-folie in 2 atti, con Philibert Rozet;
- 1816: Le Bateau à vapeur, commedia in 1 atto;
- 1816: Le Mari in bonnes fortunes, commedia in 1 atto e in vaudevilles;
- 1816: M. Descroquignoles, ou le Bal bourgeois, commedia-folie in 1 atto;
- 1817: La Brouille et le Raccommodement, commedia in 1 atto e in vaudevilles;
- 1817: Les Enseignes parlantes, rivista critica di alcuni tableaux;
- 1817: Le Petit Monstre de la rue Plumet, ou Est-elle laide? est-elle jolie?, commedia in 1 atto e in vaudeville con Jean-Toussaint Merle e Nicolas Brazier;[2]
- 1817: L'Ingénue de Brive-la-Gaillarde, vaudeville in 1 atto;
- 1817: L'Ingénue de Brive-la-Gaillarde, vaudeville in 1 atto, con Michel-Nicolas Balisson de Rougemont;
- 1818: La Préface et le Commentaire, commedia in 1 atto, con Théodore d'Hargeville;
- 1818: Une visite à Charenton, folie-vaudeville in 1 atto, con Pierre Carmouche, Gersin e Eugène Durieu;
- 1819: Le Drapeau français, ou les Soldats de Louis XIV, evento storico in 1 atto e in vaudevilles, con Gersin;
- 1823: Les Deux Forçats, ou le Dévouement fraternel, histoire de deux amis du Puy-de-Dôme;
- 1823: Le Dévouement filial, ou Marseille in 1720, mimodramma in 1 atto, con Ferdinand Laloue, musica di Sergent;
- 1823: Les Invalides, ou Cent ans de gloire, tableau militare in 2 atti, con Merle, Eugène Cantiran de Boirie e Laloue, musica di Alexandre Piccinni;
- 1823: La Saint-Louis au bivouac, scene militari, con Merle e Laloue;
- 1823: Vie politique et privée du souverain pontife Pie VII, rédigée sur des pièces authentiques;
- 1823: Le Dévouement filial, ou Marseille in 1720, mimo-dramma in 1 atto, con Laloue;
- 1846: Nicolas Flamel, novella storica;
- 1853: Un ouvrier millionnaire, scritto e pubblicazione di H. Simon, Dautreville, in-12°, 375 p., Parigi 1853;[3]